# Enrico Triscornia
Enrico Triscornia (Carrara, 1º marzo 1891 – Piacenza, 20 febbraio 1974) è stato un dirigente sportivo e calciatore italiano,  di ruolo difensore.

## Carriera
Nativo di Carrara, durante la sua permanenza in collegio a Livorno inizia a giocare nella squadra riserve della Virtus Juventusque, impegnata nei campionati di Terza Categoria 1906 e 1907. In seguito si sposta a Pisa, dove intraprende gli studi in Medicina e contestualmente milita nella locale squadra di calcio. Con i nerazzurri gioca come terzino tre campionati di Prima Categoria tra il 1912 e il 1915, fino allo scoppio della Prima Guerra Mondiale.
Arruolato come sottufficiale medico, si trasferisce a Piacenza dove poi si stabilirà definitivamente al termine del conflitto. Riprende la sua attività calcistica risultando tra i fondatori del Piacenza nel 1919: disputa alcune amichevoli con la squadra riserve, mentre nel campionato 1920-1921 fa parte della commissione tecnica della squadra emiliana.